# Next Avengers - Gli eroi di domani
Next Avengers - Gli eroi di domani (Next Avengers: Heroes of Tomorrow) è un film direct-to-video d'animazione distribuito direttamente in DVD uscito il 2 settembre 2008 (Stati Uniti) e basato sui personaggi dei fumetti Marvel Comics.
Prodotto dai Marvel Studios e dalla Lions Gate Entertainment, il film è ambientato in un ipotetico futuro dove i figli dei vecchi Vendicatori si ritrovano a fronteggiare il malvagio Ultron che ha ucciso molti dei loro genitori. A fargli da mentore ci sono Tony Stark e Bruce Banner. Originariamente il titolo del film avrebbe dovuto essere Teen Avengers e poi Avengers Reborn. Un'anteprima del film è stata inclusa nel DVD del film d'animazione Dottor Strange - Il mago supremo. Il film è uscito in italia nel 2010 ed il 14 agosto 2012 in Francia.

## Trama
In un futuro apocalittico, in cui Ultron ha ucciso quasi tutti i Vendicatori e ha creato un mondo di sole macchine, un anziano Tony Stark, alias Iron Man, si prende il compito di allevare i figli dei Vendicatori (James Rogers, il figlio di Capitan America e della Vedova Nera; Torunn, la figlia di Thor; Henry Pym Jr., il figlio di Ant-Man e di Wasp; Azari, il figlio della Pantera Nera e di Tempesta). Un giorno mentre i ragazzi giocano nel giardino del loro rifugio gli appare davanti Visione che dopo averli salutati sviene; accorso Tony, i due vanno nel mausoleo segreto dei vendicatori dove Visione dice a Tony di aver individuato l'ultimo figlio dei Vendicatori. Nel frattempo i ragazzi seguono i due nel mausoleo e scoprono dei robot con le sembianze dei Vendicatori costruiti da Tony per combattere Ultron ma poi dimenticati. Inavvertitamente James pronuncia una frase chiave e attiva i robot che immediatamente si alzano in volo in cerca di Ultron. Tony allora incarica Visione di portare via i ragazzi con il Quinjet. Ma durante il tragitto il robot si scarica completamente e l'aereo si schianta nella città di Ultron. I ragazzi, scampati all'esplosione, vengono salvati dai ribelli della città di cui fa parte anche Francis Barton (il figlio di Occhio di Falco) che li aiuta a salvare Tony rinchiuso nella torre di Ultron. Il gruppo decide di rifugiarsi nel deserto per cercare il dottor Bruce Banner che, per paura di trasformarsi di nuovo in Hulk, ha deciso di diventare un eremita. In seguito i Robot Vendicatori (che sono stati infettati dal programma di Ultron e sono ora sotto il suo controllo) arrivano e cercano di catturare i ragazzi che però si dimostrano all'altezza dei loro genitori e li sconfiggono. A questo punto Ultron scende in campo personalmente e si dimostra più forte di tutti loro messi insieme. Sul punto di soccombere i ragazzi vengono salvati dall'intervento di Hulk più infuriato che mai, che, dopo un breve combattimento, strappa in due il corpo del robot malvagio. Annientato Ultron i ragazzi, ormai diventati i Nuovi Vendicatori, partono per distruggere i restanti robot del nemico.

## Personaggi

### Giovani Avengers
- James Rogers (Noah Crawford): Figlio di Capitan America e la Vedova Nera, e leader dei Giovani Avengers. Prende il nome dal compagno di Captain America, Bucky Barnes, ha ereditato l'eccezionale capacità di combattimento, l'agilità e i riflessi di suo padre e sua madre e la grande resistenza dal siero del super soldato di suo padre. Originariamente James aveva un bracciale creato da Tony Stark, che poteva generare uno scudo energetico basato sullo scudo di Captain America, che usa nello stesso modo di suo padre. Quando il suo braccialetto da polso viene distrutto da Iron Vendicatore di Vedova Nera, James recupera lo scudo di suo padre dopo la distruzione della sua copia robotica. Come suo padre, James ha grandi difficoltà a rimanere fermo e mostra un grande senso di responsabilità quando si rende conto della gravità della situazione. È un po' protettivo nei confronti di Torunn. Sebbene non lo accetti e non voglia fargli vedere troppo, sente un'attrazione amorosa per l'Asgardiana.
- Torunn (Brenna O'Brien): figlia di Thor e Lady Sif e nipote di Loki. Possiede i poteri innati della forza sovrumana, resistenza al danno fisico e alla fuga, condivisa da tutti gli Asgardiani. Come arma, brandisce una spada magica asgardiana molto simile a quella di sua madre. Come il Martello Mjolnir di suo padre, la spada ha un fascino che riconosce Torunn come il suo unico proprietario, e ha anche il potere di assorbire e controllare i lampi e i tuoni. Inizialmente, Torunn cerca di comportarsi da Asgardiana (vale a dire, gettandosi nel calore della battaglia senza considerare le conseguenze), poiché spera che in questo modo lei si faccia notare da suo padre, ma in realtà è molto insicura, perché mentre i suoi amici sono orfani, Thor a quanto pare l'ha abbandonata. Torunn alla fine diventa umile man mano che la storia progredisce. Si sente lusingata dalle insinuazioni civettuole di Francis, seguendo il gioco più volte. Anche se non vuole mostrarlo, ha un interesse amoroso per il figlio di Capitan America, James.
- Azari (M. Dempsey Pappion): figlio di Pantera Nera e Tempesta (che non è menzionata per nome nel film). Azari ha ereditato i sensi, l'agilità e le abilità marziali di suo padre, e dalla parte di sua madre, mostra la capacità di generare e manipolare i potenti campi elettrici. Egli eredita il nome del suo bisnonno paterno. Azari è il più ordinato e sensibile dei giovani Vendicatori e spesso cerca di convincere gli altri a seguire gli ordini di Tony (a differenza di suo padre, che era noto per disaccordo con Stark), anche se alla fine finisce per unirsi ai suoi amici in disobbedienza in favore di interessi migliori.
- Henry Pym Jr. (Aidan Drummond), semplicemente chiamato Pym: figlio di Henry Pym (Ant-Man / Giant-Man) e Janet van Dyne (Wasp). È il più giovane e intelligente dei cinque bambini. Ha la capacità di cambiare taglia in piccolo o gigante e ha ereditato l'abilità di sua madre di sparare scariche d'energia. Pym è il capo tecnico del gruppo, in grado di decifrare abbastanza facilmente dispositivi complessi.
- Francis Barton (Adrian Petriw): figlio di Occhio di Falco e Mimo. A differenza degli altri giovani Vendicatori, Francis fu lasciato per sbaglio dopo l'ultima battaglia dei Vendicatori contro Ultron e crebbe come un fuggiasco in Ultra City, dove divenne il capo di un gruppo di rifugiati umani conosciuti come Scavengers. Francis mostra una precisione eccezionale con il suo arco e porta una faretra con frecce esplosive e dolcissime. Come i loro genitori, Francis e James litigano tra loro all'inizio, ma alla fine diventano amici. All'inizio sembra freddo e indifferente con i suoi nuovi amici, ma col passare del tempo, è scherzoso e civettuolo come lo era Occhio di Falco. Mostra molto interesse per Torunn, salvandola e flirtando con lei.

### Vendicatori sopravvissuti originali
- Tony Stark / Iron Man (Tom Kane): Vendicatore sopravvissuto e il costruttore originale di Ultron. Dopo la sconfitta dei Vendicatori, Tony incontrò i loro figli e li nascose nell'Artico, in cerca della redenzione per il loro più grande errore. Cerca di tenere i bambini al sicuro dal ricordo dei loro genitori e amici.
- Bruce Banner / Hulk (Ken Kramer / Fred Tatasciore): Bruce Banner è rimasto in vita sotto il regime di Ultron nascosto nel deserto ed evitando qualsiasi contatto con altre persone per evitare le loro emozioni, e quindi tenere sotto controllo Hulk. L'unica persona in grado di controllare la sua rabbia è Betty Ross. Poiché Bruce Banner si rifiuta di aiutare a sconfiggere Ultron, James disegna un piano che alla fine non lascia all'Hulk altra scelta se non quella di partecipare al combattimento.
- Thor (Michael Adamthwaite): Vendicatore sopravvissuto e dio norvegese del tuono. Quando suo padre Odino morì, Thor tornò ad Asgard per governare, lasciando sua figlia Torunn alle cure dei Vendicatori. Thor appare alla fine del film per salvare Torunn dalla morte nello spazio, trasportandola sul ponte del Bifrost e accogliendola ad Asgard dopo aver scoperto il lato umano della sua natura.
- Visione (Shawn MacDonald): Vendicatore sopravvissuto. Usando la sua capacità di essere intangibile, Visione agì da spia di Tony per tracciare i progressi di Ultron nel soggiogare l'umanità. Visione ritorna perché Ultron aveva trovato un modo per sconfiggerlo nel suo stato intangibile e ferirlo gravemente. Tony non ha avuto il tempo di riparare il suo corpo, e i bambini finiscono col prendere la testa fino alla fine del film.

### Secondari
- Betty Ross (Nicole Oliver): Figlia del generale Thaddeus E. "Thunderbolt" Ross e l'interesse amoroso di Bruce Banner. Si è mantenuta in vita nascondendosi con i sopravvissuti umani che Occhio di Falco e suo figlio si erano raccolti.
- Jocasta (Nicole Oliver): l'intelligenza artificiale del team di rifugiati di Tony Stark.

### Cattivi
- Ultron (Tom Kane): l'antagonista principale del film. Tony Stark ha creato Ultron come una forza di pace, ma la sua programmazione si è evoluta, diventando puramente malvagio, e Ultron, infine, ha deciso di conquistare la Terra. Ha attaccato i Vendicatori, uccidendone la maggioranza ed è partito per conquistare il mondo.
- Iron Vendicatori: Una squadra di repliche robotiche dei Vendicatori (esclusi Iron Man e Hulk) basati sulla tecnologia dell'armatura di Iron Man. Sono stati creati da Tony Stark sia come omaggio alla tradizione dei Vendicatori che come assistenti in un possibile cscontro con Ultron. Tuttavia, Ultron usa un virus informatico per farne le sue pedine. Tutti gli Iron Avengers sono in grado di volare grazie a dei propulsori a getto e possiedono forza e resistenza sovrumane a causa delle loro strutture robotiche.
  - Iron Capitan America: il capo campo degli Iron Avengers e l'unico che si è dimostrato capace di parlare. Iron Capitan America gestisce due scudi nel film, il primo è una versione più recente che potrebbe tagliare quasi tutto. Nell'attacco alla cittadella, il primo scudo viene distrutto dall'acido, quindi nella battaglia nel deserto utilizza lo scudo originale di Capitan America. Iron Capitan America fu distrutto da James quando il giovane Avenger tagliò il robot in due con lo scudo di suo padre.
  - Iron Vedova Nera: può cambiare le mani per le armi e ha un paio di braccia in più. Fu distrutta da Hulk nello scontro finale.
  - Iron Pantera Nera: ha l'abilità delle arti marziali, l'istinto e l'agilità della vera Pantera Nera degli Avengers. Ha la capacità di trasformarsi in una pantera robotica. Fu distrutto quando Azari usò le sue abilità elettriche facendolo esplodere.
  - Iron Thor: È l'unico Iron Vendicatore che imita un Vendicatore vivente. Il robot fu distrutto quando Torunn lo pugnalò nello stomaco e lo spezzò a metà.
  - Iron Occhio di Falco: le sue mani sono dotate di archi dispiegabili, dispositivi che sparano proiettili carichi di energia. Francis ha distrutto Iron Occhio di Falco sparando frecce esplosive sui piedi, sulla schiena e sulla faccia del robot.
  - Iron Giant Man: è il più grande degli Iron Avengers, misura circa 18 metri di altezza (a differenza dell'originale Ant Man, non è in grado di modificarne le dimensioni). Come il vero Giant Man, è molto forte e resistente, e può anche sparare raffiche di energia dalla fronte. Conserva anche diverse vespe di ferro nella sua cavità toracica per fungere da unità ausiliarie. È stato distrutto quando Hulk gli ha strappato la testa.
    - Iron Wasps: le versioni robotiche dell'originale Wasp, che sono memorizzate in Iron Man Giant e agiscono come unità ausiliarie. Le Vespe vengono rilasciate dalla bocca di Iron Giant Man e lanciano raffiche di energia come la vera Vespa. Furono eliminati da Hulk dopo aver cercato di sterminarlo nella sua forma umana.
- Droni di Ultra City: servitori di Ultron in Ultra City, che fungono da guardie, boia ed eliminatori.

## Critica
Felix Vasquez Jr. di Cinema Crazed ha dichiarato: "[Questo è] l'antitesi di ciò che dovrebbe essere fatto per afferrare nuovi dati demografici". Nancy Davis Kho di Common Sense Media l'ha definita una "giovane e stravagante storia di supereroi". David Cornelius di DVD Talk lo ha definito "Un'altra serie di opportunità perse per la Marvel". Felix Gonzalez Jr. di DVD Review ha dichiarato: "Con i personaggi by-the-numbers e solo una configurazione marginalmente interessante, tuttavia, anche gli spettatori più giovani possono diventare impazienti mentre il film si fa strada verso un climax piuttosto buono."

## Opere derivate
Gli stessi personaggi vengono ripresi nella saga Next Avengers di Brian Bendis e John Romita Jr. pubblicata dal luglio al dicembre 2010 e raccolta in Italia da Panini Comics nello speciale 100% Marvel - Vendicatori: L'età degli eroi, dove si possono osservare delle discordanze con la trama del cartone (la presenza di Ultron, l'armatura old-tech di Iron Man, l'intelligenza di Hulk, eccetera) e la presenza di un personaggio femminile non identificato.

## Marvel Animated Features
Questo film fa parte della Marvel Animated Features (MAF) è una serie di otto film d'animazione direct-to-video realizzati da MLG Productions, una joint venture tra Marvel Studios (successivamente Marvel Animation) e Lions Gate Entertainment.
- 2006: Ultimate Avengers (Ultimate Avengers: The Movie)
- 2006: Ultimate Avengers 2 (Ultimate Avengers 2: Rise of the Panther)
- 2007: L'invincibile Iron Man (The Invincible Iron Man)
- 2007: Dottor Strange - Il mago supremo (Doctor Strange: The Sorcerer Supreme)
- 2008: Next Avengers - Gli eroi di domani (Next Avengers: Heroes of Tomorrow)
- 2009: Hulk Vs. (Hulk Versus)
- 2010: Planet Hulk
- 2011: Thor: Tales of Asgard